# أبوسوم نحيل شبح
أبوسوم نحيل شبح (الاسم العلمي:Gracilinanus dryas)، هو نوع من الأبوسوم يتواجد في كولومبيا وفنزويلا.